# Callithomia procne
Callithomia procne är en fjärilsart som beskrevs av Frederick DuCane Godman och Osbert Salvin 1898. Callithomia procne ingår i släktet Callithomia och familjen praktfjärilar. Inga underarter finns listade i Catalogue of Life.